# Crkvari
Crkvari är en ort i Kroatien.   Den ligger i länet Baranja, i den östra delen av landet, 160 km öster om huvudstaden Zagreb. Crkvari ligger 139 meter över havet och antalet invånare är 140.
Terrängen runt Crkvari är platt åt nordost, men åt sydväst är den kuperad. Runt Crkvari är det mycket glesbefolkat, med 3 invånare per kvadratkilometer. Närmaste större samhälle är Našice, 9,9 km öster om Crkvari. Omgivningarna runt Crkvari är en mosaik av jordbruksmark och naturlig växtlighet.